# 西下駅 (江原道)
西下駅（ソハえき）は、朝鮮民主主義人民共和国江原道洗浦郡にある、朝鮮民主主義人民共和国鉄道省の駅である。

## 隣の駅
朝鮮民主主義人民共和国鉄道省
青年伊川線
後坪青年駅 - 西下駅 - 薬水駅